# Le fils de l'homme
Le fils de l'homme is een schilderij van de Belgische surrealist René Magritte. Het dateert van 1964.
Magritte heeft het geschilderd als een zelfportret. Het schilderij bestaat uit een man in een overjas en een bolhoed, die voor een klein muurtje staat. Achter het muurtje zien we de zee en een bewolkte hemel.
Het gezicht van de man wordt bedekt door een groene appel, maar hij kan toch stiekem kijken over de rand van de appel.
Met de linkerarm is er iets heel merkwaardigs, het is net alsof hij omgekeerd aan het lijf van de man hangt.